# Ricky Rubio
Ricard "Ricky" Rubio Vives (El Masnou, 21 oktober 1990) is een voormalig Spaans basketbalspeler. Hij speelde als point guard voor de Cleveland Cavaliers  in de NBA. Rubio maakte ook deel uit van het Spaans nationaal basketbalteam. Hij stopte aan het begin van het seizoen 2023/2024 met basketbal om aan zijn mentale gezondheid te werken. In januari 2024 liet Rubio via sociale media officieel weten dat hij zijn basketbalcarrière na 12 jaar officieel zou beëindigen.

## Clubbasketbal

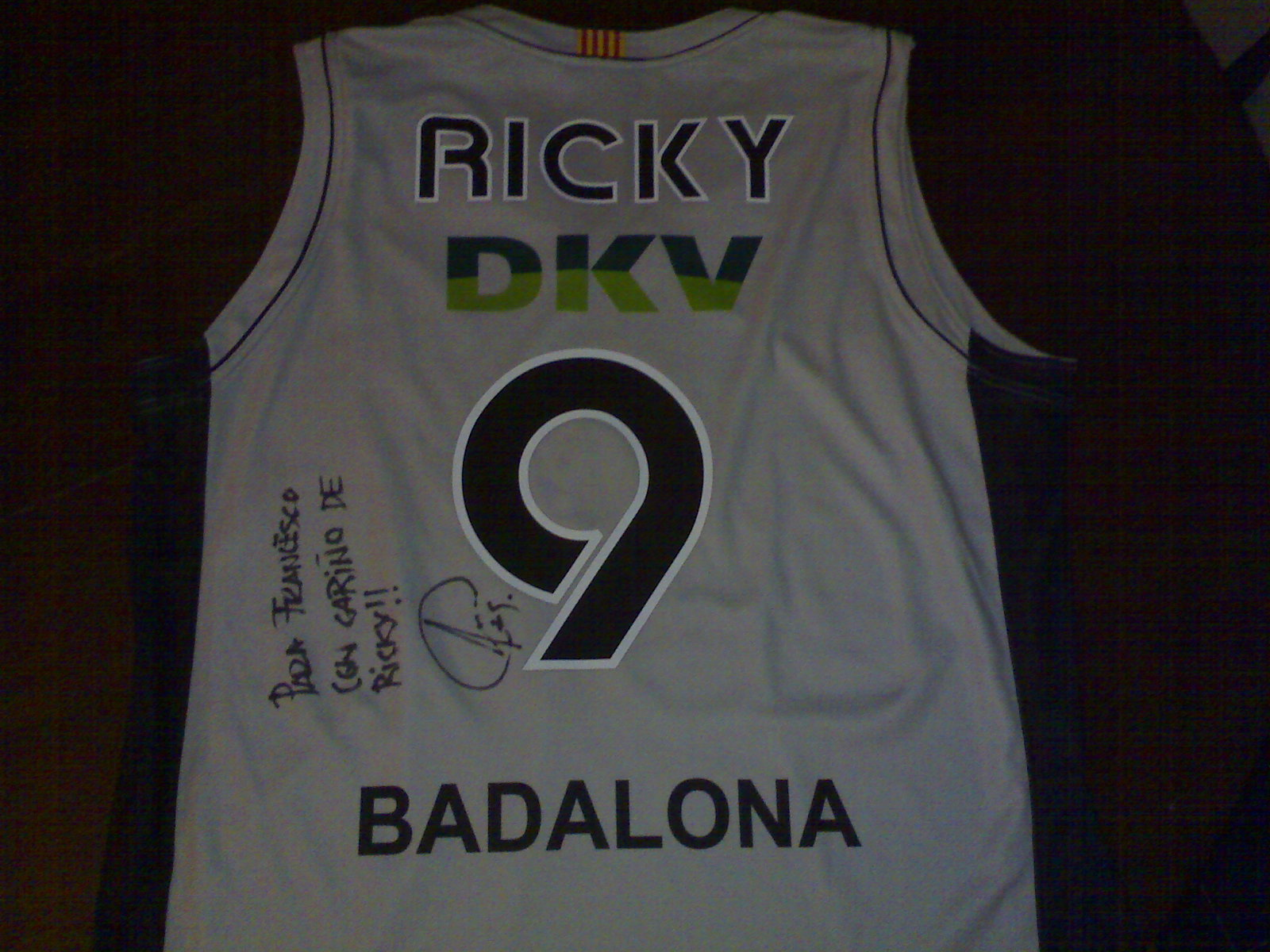
Gesigneerd shirt van Ricky Rubio (2009)

Van 2005 tot 2009 speelde Rubio voor DKV Joventut. In 2009 werd hij gecontracteerd door FC Barcelona Bàsquet. In het seizoen 2010-2011 vertrok Rubio naar Minnesota om te gaan spelen voor de Timberwolves.
In het tussenseizoen van 2017 is Rubio getransfereerd naar Utah Jazz.

## Nationaal team

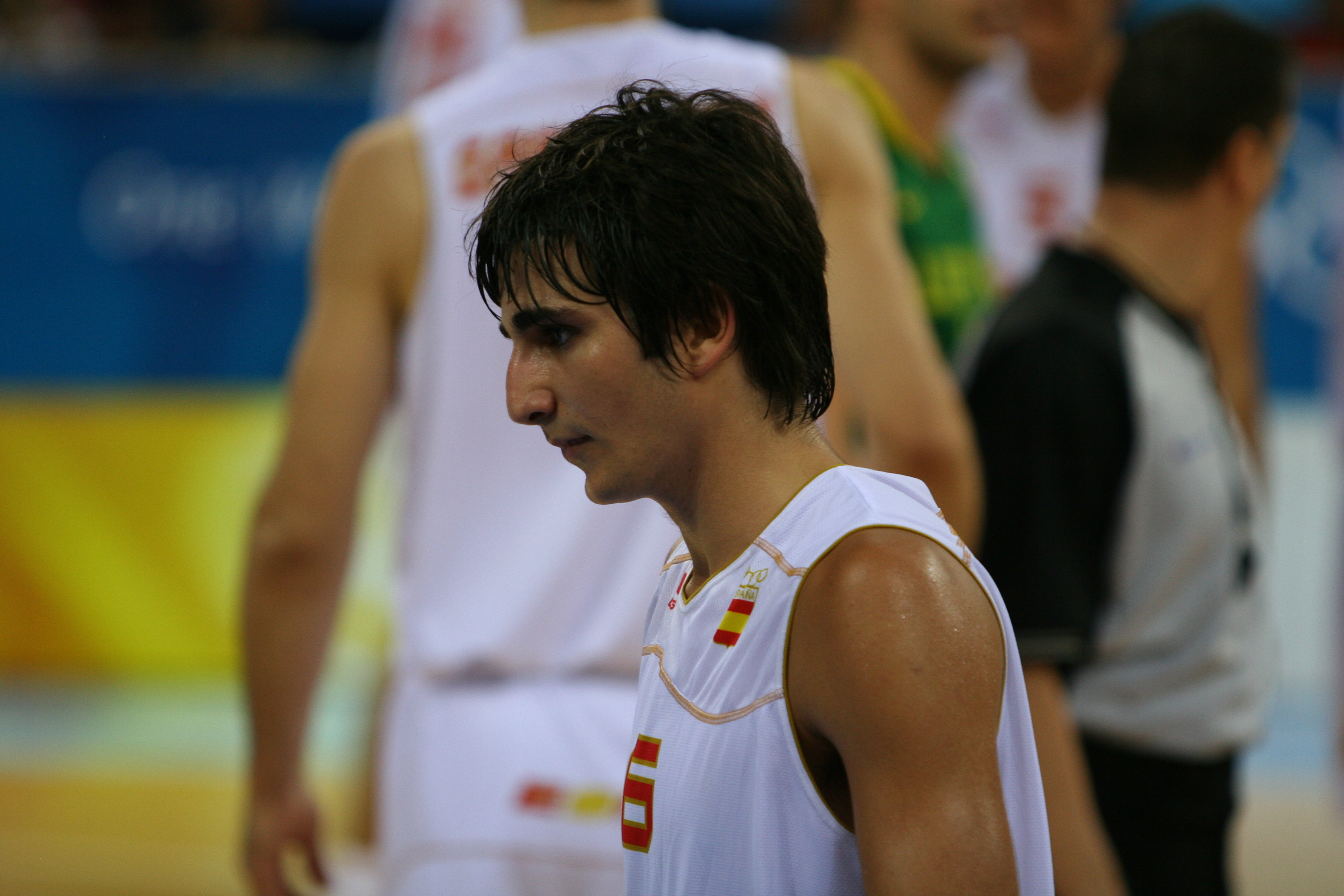
Rubio met Spanje op de Olympische Spelen in 2008

### Onder 16
Rubio speelde op het Europees kampioenschap basketbal onder 16 met het Spaanse team. Spanje won het kampioenschap, door de finale in de verlening te winnen van Rusland met 110-116. In deze wedstrijd scoorde Rubio 51 punten, pakte 24 rebounds en gaf 12 assists. Rubio werd gekozen als meest waardevolle speler van het toernooi.

### Volwassenen
Op de Olympische Zomerspelen 2008 in Beijing behaalde Rubio de zilveren medaille met het Spaans nationaal basketbalteam. Hij won in 2009 het Europees kampioenschap in Polen. Rubio deed met het Spaanse team ook mee aan het wereldkampioenschap in 2010.
- Biblioteca Nacional de España: XX5419067
- International Standard Name Identifier: 0000 0004 0144 8472
- Library of Congress Control Number: no2013013140
- Virtual International Authority File: 296299789
- WorldCat: E39PBJy8vRBWm88ccyBJYkrQbd